# Робер Деноель
Робер Деноель (нар. 9 листопада 1902, Уккел, Бельгія — пом. 2 грудня 1945, Париж) — французький видавець бельгійського походження.

## З біографії
Після того, як Робер Деноель попрацював галеристом, у липні 1928 року разом з американцем Бернаром Стілем він вирішив заснувати в Парижі видавництво «Éditions Denoël et Steele».
У кінці 1920-х та в 1930-ті роки Деноель був видавцем Луї-Фердінана Селіна, а також таких письменників як Антонена Арто, Луї Арагон, Жана Жене, Наталі Саррот, Шарль Бребан та Поль Вйалар. Деноель також був одним з перших популяризаторів у Франції психоаналізу. Саме він опублікував перші переклади французькою праць Зигмунда Фройда, Рене Алленді та Отто Ранка.
У кінці 1930-х років і пізніше Деноель взявся публікувати авторів крайніх правих поглядів, зокрема Адольфа Гітлера, Робера Базіяка та Люсьєна Ребате.
Під час Другої світової війни Робер Деноель був одним із колабораціоністів. Був застрелений за нез'ясованих обставин 2 грудня 1945 року в Парижі.
Після війни видавництво Éditions Denoël перейшло до Editions Gallimard.

## Фільмографія
- 2011 : Книжки, які вбивають / Les Livres qui tuent, фільм Дені Ґраньє-Деферра (фр. Denys Granier-Deferre), роль Деноеля зіграв Філіп Еріссон.